# Christie Johnstone (film)
Christie Johnstone er en britisk stumfilm fra 1921 af Norman McDonald.

## Medvirkende
- Gertrude McCoy som Christie Johnstone
- Stewart Rome som Viscount Ipsden
- Clive Brook som Astral Hither
- Mercy Hatton som Lady Barbara Sinclair
- J. Denton-Thompson som Wully
- Peggy Hathaway som Jean
- Adeline Hayden Coffin som Mrs. Gatty